# آپر سانتن ویلج (آریزونا)
آپر سانتن ویلج (به انگلیسی: Upper Santan Village) یک منطقهٔ مسکونی در ایالات متحده آمریکا است که در شهرستان پاینال، آریزونا واقع شده‌است. آپر سانتن ویلج ۱۸٫۲۸ کیلومتر مربع مساحت و ۵۵۸ نفر جمعیت دارد.